# Блинов, Николай Николаевич (писатель)
Николай Николаевич Блинов (1908, Смоленск — 27 сентября 1984, Мурманск) — русский писатель-маринист, педагог.

## Биография
Детство писателя выпало на Гражданскую войну и прошло в разъездах по местам службы отчима. В 1921 году встретился с родным отцом, демобилизовавшимся к этому времени из Красной Армии и с 1922 года жил при нём (в Архангельске). В 1924 году закончил 9 классов средней школы № 4 в городе Архангельске. В 1925—1926 годах руководил пионерской базой в Архангельске в отделе просвещения водного транспорта. В 1926—1930 годах обучался в Архангельском мореходном техникуме на судомеханическом отделении. В 1931 году устроился преподавателем в школе морского ученичества.
В 1932 году переехал в Мурманск. Начало литературной деятельности приходится на 1930-е годы: было опубликовано несколько очерков, статей на морскую тему. Работал машинистом и механиком на судах Совторгфлота, а затем, в должности старшего механика на судах Мурманского тралового флота. В последующие годы в мурманском рыбном порту начальником мастерских. В 1953—1968 годах был преподаватель специальных дисциплин в Мурманском мореходном училище. С 1968 года на пенсии.
В Мурманске на доме № 12 по улице Октябрьской, где писатель жил, установлена мемориальная доска.
В 2001 году учреждена ежегодная премия «Ассоциации творческих союзов Мурманской области» имени Николая Блинова. Одной из библиотек города присвоен статус «Библиотека — литературный музей имени Н. Н. Блинова».
Похоронен на новом кладбище г. Мурманска.

## Семья
Жена — Александра Серапионовна Хрусталева (1912—2004), первая в СССР женщина — судовой механик, позднее преподаватель Мурманского мореходного училища. В 1984 году вышла её первая книга «Здесь мой причал».
Дети:
- Блинов Николай Николаевич (21 февраля 1937 — 21 апреля 2015) — профессор, доктор технических наук, писатель[3][4];
- Блинов Борис Николаевич — моряк, писатель[5].